# Oléorésine de paprika
L'oléorésine de paprika est extraite des fruits des espèces Capsicum annuum et Capsicum frutescens (piments). Principalement utilisée comme colorant alimentaire ou comme arôme, elle est désignée par le numéro « E160c(i) ».
Elle se compose d'huile végétale à hauteur de 97-98 %, de capsaïcine, et surtout de capsanthine et de capsorubine, qui font office, parmi d'autres caroténoïdes, de colorants. Cette huile est toutefois moins piquante que l'oléorésine de capsicum, car ne contenant souvent pas de capsaïcine.
L'extraction est réalisée par percolation avec une variété de solvants, principalement l'hexane.